# Amuse-bouche

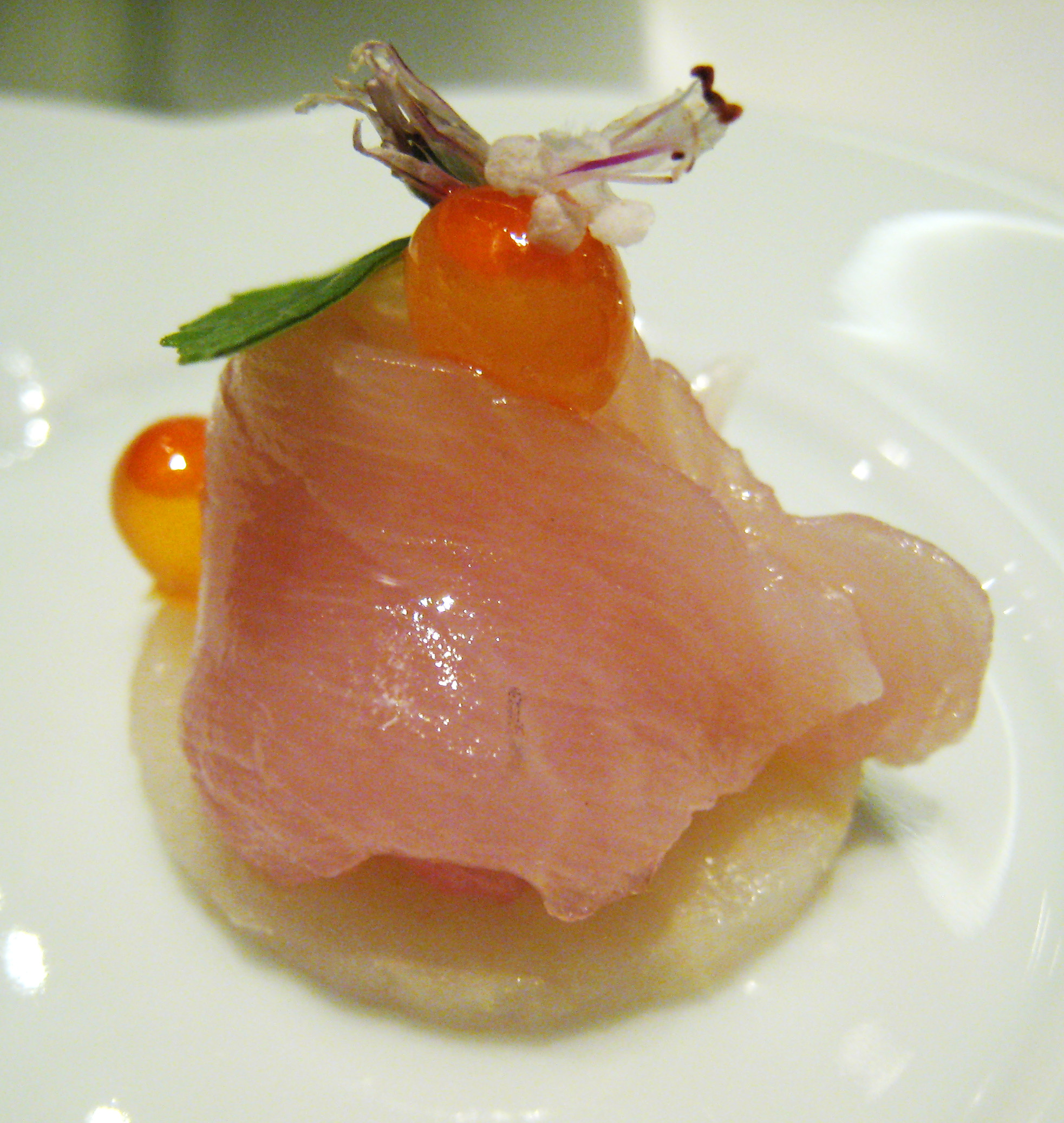
Amuse-bouche inspirerad av det japanska köket

Amuse-bouche är en typ av mindre "aptitretare" som ofta serveras på mer exklusiva restauranger innan den verkliga förrätten kommer in på bordet. Många betraktar detta som ett "gratisprov" på vad köket förmår, men i praktiken är priset inbakat i den övriga menyn. På vissa restauranger serveras ett flertal amuse-bouche och det har blivit en viktig del av restaurangens möjlighet att ge gästerna en så bra helhetsupplevelse av besöket som möjligt.